# بين إدواردز
بين إدواردز (بالإنجليزية: Ben Edwards)‏ (17 فبراير 1985 بسيدني في أستراليا - ) هو ملاكم كيك بوكسينغ وملاكم أسترالي.

## روابط خارجية
- بين إدواردز على موقع بوكس ريك (الإنجليزية) (registration required)
- بين إدواردز على موقع شيردوغ (الإنجليزية)